# Zuidflank
Zuidflank is een televisieserie in samenwerking met het Vlaams Audiovisueel Fonds (VAF), geregisseerd door Hendrik Moonen. De opnames vonden plaats vanaf september 2012 tot einde juni 2013. Het is grotendeels opgenomen op de terreinen van het Wijnkasteel Genoels-Elderen in Genoelselderen (Riemst). De reeks werd voor het eerst in het najaar van 2013 uitgezonden op VTM.

## Verhaal
Na de dood van zijn vader keert Rob Vandenbergh na jaren terug uit het buitenland. Hij erft een Limburgse wijngaard en besluit zich volledig op de business te storten. Daarmee komt hij echter in het vaarwater van Mark Deweerdt, een oude jeugdvriend. Al snel ontstaat er een vete tussen beide families. De situatie dreigt helemaal uit de hand te lopen wanneer Rob daarnaast een affaire begint met An, de echtgenote van Mark.

## Afleveringen
Aflevering 1 (maandag 2/09/2013): Mark Deweerdt werkte de voorbije jaren keihard om de wijngaard van zijn vader Willem over te nemen en die uit te bouwen tot een gerenommeerd château. Hij is vastberaden zijn Chardonnay grand cru bij zo veel mogelijk sterrenchefs op de kaart te krijgen. Om dat doel te bereiken heeft hij zijn zinnen gezet op de Zuidflank, de grond die hij in pacht heeft bij de familie Vandenbergh. Bodemstalen wijzen immers uit dat de grond goud waard is en Mark wil de toekomst van zijn bedrijf veilig stellen door eigenaar te worden van de wijnranken.
Aflevering 2 (maandag 9/09/2013): Lydia weet niet wat ze hoort wanneer notaris Degrauwe haar vertelt dat Jos 15 jaar geleden zijn testament veranderd heeft. Niet zij erft de Zuidflank, maar hun zoon Rob. De Zuidflank maakt al decennialang het onderwerp uit van een vete tussen de families Deweerdt en Vandenbergh, en Jos wou zijn vrouw na zijn dood niet met die problemen opzadelen. Lydia is vastberaden te verhinderen dat haar zoon Rob de grond toch verkoopt, maar die heeft in Kenia andere problemen aan zijn hoofd.
Aflevering 3 (maandag 16/09/2013): Rob is vastberaden: hij wil de Zuidflank uit de hand verkopen zodat hij kan bepalen wie de nieuwe bezitter van zijn grond wordt. Geen haar op zijn hoofd immers dat eraan denkt om de Deweerdts hun zin te geven, nu hij ontdekt heeft dat zij zijn vader Jos het leven zuur hebben gemaakt. Mark en Willem weigeren echter zich gewonnen te geven en zetten verschillende plannen in werking om hun wijnranken veilig te stellen.
Aflevering 4 (maandag 23/09/2013): Rob is vastberaden: hij wil wijnbouwer worden om zijn vader te wreken en Mark en Willem Deweerdt een serieuze hak te zetten. Rob neemt meteen een boekhouder onder de arm om hem op weg te zetten. Willem wordt na 24 uur vrijgelaten en mag van geluk spreken dat hij enkel een boete krijgt voor verstoring van de openbare orde en vernieling van privé-eigendom. De pachtovereenkomst die 90 jaar geleden werd gemaakt tussen de families Vandenbergh en Deweerdt blijkt waterdicht: Mark en Willem hebben enkel recht op een uittredingsvergoeding, maar de Zuidflank... die zijn ze voorgoed kwijt.
Aflevering 5 (maandag 30/09/2013): Rob moet dringend op zoek naar een meestergast, want alleen redt hij het niet op de Zuidflank. Tot zijn grote verbazing spoort An Patrick aan om na zijn uren op het kasteel, aan de slag te gaan tussen de wijnranken van Rob. Maar dat is allerminst naar de zin van Mark, die het gevoel heeft dat zijn werkkracht hem een mes in de rug steekt. Ook op privégebied heeft Mark het moeilijk. Hij kan maar niet aanvaarden dat zijn moeder, die langzaam wegkwijnt aan de gevolgen van leverkanker, zich heeft neergelegd bij de situatie.
Aflevering 6 (maandag 7/10/2013): 3 maanden later: Rob keert terug uit Frankrijk, met zijn Certificat de Viticulture op zak dat hij behaald heeft na het volgen van een gerenommeerde wijncursus. Oenologe Kim stemt hem meteen gelukkig: binnen 2 jaar zit er een topwijn aan te komen dankzij de druiven die bijna genoeg gerijpt zijn. Maar Robs terugkeer lijkt wel een vloek over de Zuidflank te brengen wanneer de harde werkers ineens verschillende tegenslagen op het veld te verwerken krijgen.
Aflevering 7 (maandag 14/10/2013): Rob staat aan de grond genageld wanneer hij Kasim op zijn stoep aantreft. Hoe is de Keniaanse jongen naar België gekomen? Hoe heeft hij Rob gevonden? En vooral: wat wil hij hem van hem? Lydia weet dat Rob haar niet het hele verhaal vertelt, maar haar voornaamste zorg is Kasim het gevoel geven dat hij veilig en welkom is. Wat ze met de illegale jongen moeten aanvangen, zijn zorgen voor later. Sinds Marks bedrog, leven hij en An als vreemden naast elkaar. Maar wanneer Mark van een anonieme bron een filmpje doorgestuurd krijgt, staat hij niet in voor de gevolgen.
Aflevering 8 (maandag 21/10/2013): Anderhalf jaar later. Het is Robs vuurdoop: De Chardonnay Zuidflank wordt voorgesteld aan de pers. Ondertussen hebben ook de Deweerdts de media samengeroepen ter promotie van hun nieuwe wijn, waarmee de oorlog tussen de twee families eens te meer op een hoogtepunt is. Maar zoals dat gaat in oorlogen, is er 1 winnaar en 1 verliezer. Of toch niet? De voorbije periode zijn Kasim en Nicholas goed bevriend geraakt, wat geen evidentie is voor hun ouders. Lydia en Willem beseffen dat de vete die woedt tussen Rob en Mark geen goede promo is, en dus steken ze de koppen samen om een oplossing te zoeken.
Aflevering 9 (maandag 28/10/2013): Rob zit in zak en as en is vervuld van woede, nadat hij een persoonlijk trauma te verwerken krijgt. Ook Mark krijgt slecht nieuws te horen van notaris Degrauwe, dat op het wijnkasteel inslaat als een bom. Kim probeert Christian en Rob te verzoenen. Patrick kampt met onvoorziene kosten en vraagt zijn tante Lydia om opslag. Nu Robs wijn een medaille heeft gewonnen en ook internationaal succes geniet, wil wijnhandelaar Rottiers toch een bestelling plaatsen. Maar Rob vindt dat hij zijn kans gehad heeft.
Aflevering 10 (maandag 4/11/2013): Mark wordt bij gebrek aan bewijzen door de rechtbank van Tongeren vrijgesproken van brandstichting en fraude. Hij houdt zijn onschuld staande en dient klacht in tegen onbekenden. Mark is ervan overtuigd dat Rob zijn wijngaard in lichterlaaie heeft gezet maar zolang hij dat niet kan bewijzen, kan hij weinig ondernemen. Voor de Deweerdts is de verkoop van het wijnbedrijf en het kasteel de enige manier om hun schulden kwijt te spelen.
Aflevering 11 (maandag 11/11/2013): De financiële problemen van Mark en An zorgen voor strubbelingen thuis. Wanneer hun zoon Nicolas de spanning niet meer aan kan, begaat hij een grote stommiteit. Lydia stelt Willem voor om zijn Pinot Noir wijnranken, ter ere van zijn overleden vrouw Viviane, zelf te onderhouden. Anders zien zij en haar zoon Rob zich genoodzaakt om ze te snoeien.
Aflevering 12 (maandag 18/11/2013): Rob zit al twee maanden in een instelling, maar daar gaat het niet goed met hem. Hij hallucineert nog steeds en zolang de medicatie niet aanslaat, kunnen de therapeuten niet starten met gesprekstherapie. Al twee maanden lang wil Rob niemand zien: de kinesiste Joke niet - met wie hij lange tijd een affaire had - An niet, Mark niet, ook zijn moeder niet. Tot vandaag.... Rottiers en Lydia zitten met de handen in het haar: door Robs afwezigheid gaan de zaken erg slecht en stapelen de schulden zich op. Lydia vindt het hoog tijd om in te grijpen en volgens haar heiligt het doel de middelen.
Aflevering 13 (maandag 25/11/2013): Rob en Mark komen tot een schokkende ontdekking, die hun levens en die van hun omgeving volledig overhoop haalt...

## Kijkcijfers
Zuidflank haalt elke week een gemiddelde van 750.000 kijkers (+ uitgesteld).

## Cast

### Hoofdpersonages
| Acteur | Acteur            | Personage       | Job                                   | Afloop |
| ------ | ----------------- | --------------- | ------------------------------------- | ------ |
|        | Stan Van Samang   | Rob Vandenbergh | Piloot/ Wijnmaker/ Eigenaar Zuidflank |        |
|        | Jan Sobrie        | Mark Deweerdt   | Zaakvoerder                           |        |
|        | Marie Vinck       | An Rutten       | Oenologe/ Boekhoudster                |        |
|        | Katelijne Verbeke | Lydia Maes      |                                       |        |
|        | Dirk Roofthooft   | Willem Deweerdt | Eigenaar wijngaard                    |        |
|        | Inge Paulussen    | Kim Vaessen     | Oenologe/ Wijnbouwster                |        |

## Bijrollen
- Mathijs Scheepers - Patrick Maes
- Bert Haelvoet - Christian Smets
- Anneke Blok - Viviane Larousse
- Koen De Sutter - Ben Slaets
- Dirk Van Dijck - Yves Degrauwe
- Manou Kersting - Herman Rottiers
- Wouter Hendrickx - Paul Lambermont
- Ruth Becquart - Joke Willems
- Ella Leyers - Eva Vandenbergh
- Darya Gantura - Silke Vaessen
- Tiny Bertels - Dokter Mia
- Sam Bogaerts - Jos Vandenbergh
- Noémie Schellens - Karolien Jacobs
- Sofie Palmers - Joëlle Mathijs
- Steven De Leeneer - Leon Morren
- Wouter Bruneel - Lukas Delvoye
- Dominique Van Malder - Quinten D'hondt
- Thomas Janssens - Mats De Wilde
- Thomas Aelbers - Nicholas Deweerdt (12-14 jaar)
- Lionn Verschueren - Nicholas Deweerdt (9-10 jaar)
- Kevin Kabera - Kasim (12 jaar)
- Bruce Rumagihwa - Kasim (9 - 10 jaar)
- Geneviève Lagravière - Yolande Vleminck

## Gastrollen
- Maxime De Winne - Journalist TVL
- Tom Audenaert - Wouter Ruiters
- Mark Stroobants - Frederik Vanacker
- Ergun Simsek - Voorman
- Karel Vingerhoets - Jean Vanham
- Dirk Tuypens - Deroeck
- David Cantens - Politieagent
- Michel Bauwens - Politieagent
- Michael Vergauwen - Phil Ruisschaert

## Muziek
- Compositie - Jan Swerts & Glenn Magerman
- Muziekproductie - Glenn Magerman